# Kuzumaki
Kuzumaki (jap. 葛巻町 Kuzumaki-machi) – miasto w Japonii, na wyspie Honsiu, w prefekturze Iwate. Według danych na rok 2020 miejscowość zamieszkiwało 5 634 mieszkańców , a gęstość zaludnienia wyniosła 13 os./km².